# Repérage des constellations
La sphère céleste est divisée en 88 constellations dont les trois-quarts sont plutôt difficiles à reconnaître. Le repérage des constellations doit donc se faire à partir de celles qui sont les plus faciles à identifier et grâce aux étoiles les plus visibles.
Dans l'hémisphère nord (39 constellations), l'observateur doit apprendre à identifier trois constellations au premier coup d'œil : la Grande Ourse, Cassiopée et Orion. Dans l'hémisphère sud (46 constellations), il doit apprendre à reconnaître la Croix du Sud et à la différencier de la Fausse croix.
Trois constellations sont invisibles dans les deux hémisphères.
L'identification des constellations est facilitée par des cartes du ciel étoilé, qui varient suivant le jour et l'heure d'observation.

## Observer le ciel

### Le mouvement des étoiles
La sphère céleste est une notion qui permet de représenter les étoiles, telles qu'on les voit depuis la Terre. En réalité, les étoiles sont réparties autour de notre Galaxie, et le Soleil n'est qu'une étoile parmi des milliards. Elles paraissent immobiles entre elles en raison de leur extrême éloignement qui rend leur déplacement imperceptible.
Le changement d'apparence du ciel est seulement dû à deux mouvements de rotation : celui de la Terre sur elle-même, et sa révolution autour du Soleil. L'effet de ces rotations peut être représenté simplement comme une rotation de la sphère céleste autour de la Terre, selon un axe passant par les pôles. On appelle pôle céleste la projection de ces pôles sur la sphère céleste.
Pour un lieu donné, ces pôles sont toujours situés sur les mêmes points de la sphère céleste. Si l'un des pôles est visible au-dessus de l'horizon, l'autre est situé au-dessous, et n'est évidemment pas visible.
Ainsi en apparence, les étoiles tournent toutes autour des pôles célestes, et leurs positions autour de ces pôles dépendront de l'heure et de la saison. Cela signifie que dans l'hémisphère nord, l'étoile polaire, α Ursae Minoris, qui est située pratiquement sur le pôle céleste nord, est immobile dans le ciel, en toute heure et en toute saison. Dans l'hémisphère sud, au contraire, aucune étoile reconnaissable n'est située près du pôle Sud céleste, et il n'y a pas de repère simple pour situer ce pôle.
La hauteur à laquelle on voit ces pôles célestes dans le ciel dépend uniquement de la latitude du lieu (en fait, c'est même par définition la latitude de ce lieu). Dans les cas extrêmes, au pôle Nord, l'étoile polaire est à la verticale, tandis qu'à l'équateur, elle est posée sur l'horizon en direction du nord, et n'est plus visible dans l'hémisphère sud.

### Heure sidérale
À cause du double mouvement de la Terre sur elle-même (en un jour) et de la Terre autour du Soleil (en un an), la voûte céleste progresse d'un tour complet par jour, mais retarde d'un tour complet par an. Le ciel que l'on voit tel jour à telle heure est donc le même que celui que l'on verra un mois plus tard, mais deux heures plus tôt. Autrement dit, la voûte céleste fait exactement un tour complet en 24*365,256/366,256 heures = 23 heures 56 minutes 4 secondes, si bien qu'en 24 heures, elle a tourné un peu plus (d'environ 1 degré). En 365 jours, elle aura tourné de 360 degrés, ce sera donc la même voûte céleste qu'un an auparavant à la même heure.
La carte du ciel pour un lieu donné, qui donne la position des étoiles, ne dépend donc que d'un seul paramètre horaire, qui est l'heure sidérale (ce qui signifie littéralement « heure des étoiles »). Cette heure sidérale retarde donc de deux heures par mois (24 heures en 12 mois), et le ciel que l'on voit le 21 mars à minuit est donc le même que celui que l'on voit le 21 avril à 22h.
Bien évidemment, pour pouvoir observer les étoiles, il faut en plus qu'il fasse nuit (et que le ciel soit dégagé). Si le Soleil est au-dessus de l'horizon, ou même s'il n'est pas suffisamment descendu sous l'horizon, la luminosité du ciel rendra toute observation impossible. Mais la carte du ciel n'en sera pas moins correcte : la position des étoiles sera bien celle indiquée, nonobstant le fait qu'on ne peut pas les observer. Certaines applications permettent par exemple de suivre les constellations avec les mouvements d'un smartphone ou d'une tablette : elles continuent de donner la position des étoiles même de jour, et même celles situées sous l'horizon.

### Que voit-on en ce moment?
La description du ciel a été décomposée en douze articles, à raison d'un par mois (pour une heure donnée) ou d'un toutes les deux heures (pour une nuit donnée).
En ce moment, les lieux situés près du méridien de Greenwich voient le Ciel du 17/03 vers 14H GMT (hémisphère nord). Pour les autres méridiens, le ciel sera plus ou moins décalé, un décalage de 30° en longitude équivalent à un décalage de deux heures (ou à un décalage d'un mois).
Pour éviter de faire des calculs, le tableau ci-dessous donne la description du ciel visible à utiliser  en fonction de la date et de l'heure solaire. L'heure solaire est à peu près celle pour laquelle le Soleil est au sud à « midi solaire » (en négligeant l'équation du temps) ; elle peut être assez différente de l'heure officielle - voir note ci-dessous.
Pour savoir quelles sont les constellations visibles à un moment donné :
- Prendre la date la plus proche de la date courante.
- Cliquer sur l'heure la plus proche de l'heure Solaire.

| 21 janvier   | 18h | 20h | 22h | 24h | 02h | 04h | 06h |
| 21 février   | 18h | 20h | 22h | 24h | 02h | 04h | 06h |
| 21 mars      | 18h | 20h | 22h | 24h | 02h | 04h | 06h |
| 21 avril     | 18h | 20h | 22h | 24h | 02h | 04h | 06h |
| 21 mai       | 18h | 20h | 22h | 24h | 02h | 04h | 06h |
| 21 juin      | 18h | 20h | 22h | 24h | 02h | 04h | 06h |
| 21 juillet   | 18h | 20h | 22h | 24h | 02h | 04h | 06h |
| 21 août      | 18h | 20h | 22h | 24h | 02h | 04h | 06h |
| 21 septembre | 18h | 20h | 22h | 24h | 02h | 04h | 06h |
| 21 octobre   | 18h | 20h | 22h | 24h | 02h | 04h | 06h |
| 21 novembre  | 18h | 20h | 22h | 24h | 02h | 04h | 06h |
| 21 décembre  | 18h | 20h | 22h | 24h | 02h | 04h | 06h |

Le tableau est donné en heure solaire. Pour convertir l'heure officielle en heure solaire:
- Si vous êtes en "heure d'été", retirez une heure.
- Pour la France, retirer une heure supplémentaire (la France suit le régime horaire d'Europe Centrale, et non celui du méridien de Greenwich).

Si vous êtes très loin du méridien "du fuseau horaire" (celui qui est un multiple de 15°):
- Ajoutez quatre minutes à l'heure officielle pour chaque degré à l'est du méridien du fuseau.
- Retirez quatre minutes à l'heure officielle pour chaque degré à l'ouest du méridien du fuseau.

## La Grande Ourse

### L'étoile polaire (α Ursae Minoris)
La Grande Ourse est une constellation de grande importance dans l'hémisphère nord. C'est elle qui permet de retrouver l'étoile polaire (α Ursae Minoris) en prolongeant de 5 fois les Gardes, constituées des étoiles Dubhé et Mérak (α et β Ursae Majoris). Dans la même région du ciel, Capella (α du Cocher) se trouve à 90° de l'axe Mérak-Dubhé, à une longueur équivalente du sommet occupé par la Polaire. À l'opposé de Capella par rapport à la Polaire se trouve la tête du Dragon dont le corps passe entre la Grande Ourse et la Petite Ourse, mais ses étoiles sont peu brillantes.

### Le brancard du Chariot
On remarque que le brancard du Chariot (ou le manche de la Casserole) est courbé. Vers le printemps, lorsque la Grande Ourse est suffisamment haut dans le ciel, on prolonge le brancard d'un arc de cercle de 45° et on tombe sur l'étoile Arcturus (α du Bouvier), dont la constellation a la forme d'un cerf-volant. Puis en prolongeant encore d'un deuxième arc de 45°, c'est l'Épi (α de la Vierge) que l'on trouve. Le centre de cet arc de cercle est occupé par Dénébola (β du Lion) ; Arcturus, l'Épi et Dénébola forment un grand triangle équilatéral. Mais la constellation du Lion peut être retrouvée plus simplement quand on sait la reconnaître : le Lion est couché sous la Grande Ourse (quand on regarde le Chariot à l'endroit).

### Pégase
À l'inverse, quand la Grande Ourse est suffisamment proche de l'horizon, vers l'automne, on peut voir la constellation de Pégase. Pour la repérer, on prolonge Mérak-Dubhé au-delà de la Polaire sur une distance deux fois supérieure, et on tombe sur α et β Pegasi. Cette constellation appartient à une formation qui ressemble au Chariot de la Grande Ourse, en plus grand, et qui lui serait symétrique par rapport à l'étoile polaire. Mais cette constellation est plus facile à repérer à partir de Cassiopée.

## Cassiopée
Cassiopée est facilement reconnaissable grâce à cinq de ses étoiles qui forment un W, ou un M très ouvert selon l'orientation du ciel. Elle est à l'opposé de la Grande Ourse par rapport à la Polaire. La seule difficulté pour la voir est qu'elle est entourée d'un grand nombre de petites étoiles et qui font qu'elle ressort moins que la Grande Ourse. Plus précisément, c'est la Voie lactée que l'on voit dans le fond du ciel.

### Le carré de Pégase
En automne, lorsque Cassiopée est suffisamment haut dans le ciel, et inversement que la Grande Ourse est proche de l'horizon, on peut voir la constellation d'Andromède sous Cassiopée par rapport à la Polaire. Plus précisément, en prolongeant Polaris et β Cassiopeiae de la même longueur, on trouve α Andromedae. Cette étoile est le sommet d'un grand carré complété par Pégase, dont le côté qu'elle forme avec γ Pegasi est dans l'axe de β Cassiopeiae avec la Polaire ; cet axe est très proche de l'origine des ascensions droites (environ 5'). En prolongeant la diagonale β et γ Pegasi d'une moitié de sa longueur, on trouve ε des Poissons, une étoile discrète, puis en prolongeant encore d'une longueur on trouve Mira (ο de la Baleine), une étoile variable.
Comme nous l'avons déjà dit, le carré de Pégase forme un chariot qui ressemble à celui de la Grande Ourse en plus grand et dont le brancard serait Andromède. L'extrémité de ce brancard est occupé par Mirfak (α de Persée). Cette constellation est constituée d'étoiles réparties en éventail autour d'Algol (β Persei), une autre étoile variable, et le prolongement de l'arc de cercle très ouvert formé par cet éventail permet de retrouver les Pléiades, un amas ouvert constitué d'une quinzaine d'étoiles dans la constellation du Taureau.

### Letriangle d'été
Comme nous l'avons déjà dit, on peut observer la Voie Lactée dans le fond du ciel de Cassiopée. En prolongeant celle-ci à partir de Cassiopée et en allant à l'opposé de Persée, on peut repérer la constellation du Cygne pendant les mois d'été. Elle se trouve comme Cassiopée le long de la Voie Lactée et a la forme d'une croix latine. On peut également retrouver Deneb (α Cygni) en prolongeant l'arc de cercle très ouvert formé par les trois étoiles au sommet du W de Cassiopée (ou à la base du M). Cette étoile forme un triangle avec deux autres étoiles brillantes : Véga (α de la Lyre) et Altaïr (α de l'Aigle). Le prolongement de α et δ Aquilae d'environ 5 fois permet de retrouver Antarès (α du Scorpion), une étoile facilement identifiable par son éclat rouge et son scintillement qui la distingue de Mars.

## Orion
La constellation d'Orion, visible tout l'hiver à la latitude de Paris, est très facilement reconnaissable grâce à quatre étoiles brillantes qui forment un rectangle et trois étoiles alignées qui barrent ce rectangle en biais et constituent le baudrier d'Orion. L'équateur céleste, c'est-à-dire la projection de l'équateur sur la sphère céleste, coupe Orion par le milieu juste au-dessus du baudrier. Cette constellation est donc visible des deux hémisphères, aux alentours du mois de janvier.

### Le baudrier d'Orion
Sous le baudrier, on peut distinguer trois étoiles rapprochées et alignées verticalement, elles forment l'épée du chasseur et l'étoile du milieu est le centre de la nébuleuse d'Orion, la plus brillante du ciel. En prolongeant le baudrier de part et d'autre, on trouve Sirius (α du Grand Chien), l'étoile la plus brillante du ciel, et Aldébaran (α du Taureau). La constellation du Taureau se reconnait bien avec sa forme en A renversé, où le petit triangle représente la tête de l'animal, et les jambes de la lettre sont ses cornes. Si on prolonge encore le baudrier au-delà d'Aldébaran, on passe à proximité des Pléiades dont nous avons déjà parlé.
Sirius et Aldébaran sont les sommets d'un grand losange formé avec Bételgeuse et Rigel (α et β Orionis). L'un de ses côtés (Bételgeuse et Sirius) forme un grand triangle équilatéral avec Procyon (α du Petit Chien). Et en prolongeant Rigel vers la première étoile du baudrier (ζ Orionis) de cinq fois cette longueur, on tombe sur Castor et Pollux (α et β des Gémeaux). Ces deux étoiles pointent, en traversant le Cancer, vers l'Hydre Femelle.

### L'hémisphère sud
Pour les observateurs situés près de l'équateur ou dans l'hémisphère sud, le prolongement de la diagonale Bételgeuse-Rigel de cinq fois permet théoriquement de trouver Achernar (α de l'Éridan). Mais cet axe est très long, on retient seulement qu'il longe l'Éridan, dont l'étoile β Eridani se repère en partant de Rigel et en remontant légèrement en direction d'Aldébaran.
Par ailleurs, nous avons déjà vu comment trouver Sirius à partir du baudrier d'Orion. En prolongeant cette étoile vers δ du Grand Chien, on trouve ζ de la Poupe, une étoile moyenne, au-delà de laquelle on peut voir trois étoiles formant un triangle appartenant aux Voiles. Environ à 90° de ζ Puppis par rapport à Sirius se trouve une étoile qu'on ne peut pas rater, Canopus (α de la Carène), la deuxième étoile la plus brillante du ciel après Sirius.

## La Croix du Sud
La Croix du Sud est principalement formée de quatre étoiles qui forment une petite croix latine. Elle est visible dans l'hémisphère sud sur le fond de la Voie Lactée. Les villes les plus méridionales (au-delà de 35° sud) peuvent la voir toute l'année, sinon elle apparaît aux alentours du mois d'avril, qui correspond à l'automne dans l'hémisphère sud. Une autre particularité de l'hémisphère sud est le grand nombre d'étoiles qu'on peut observer en raison de la pureté du ciel, ce qui rend plus difficile l'identification des constellations.

### Le pôle Sud céleste
Le pôle sud céleste n'est matérialisé par aucune étoile clairement identifiable, il est situé dans la constellation de l'Octant. Son repérage est donc plus difficile que celui du pôle nord céleste. Il se trouve approximativement dans l'axe de la Croix du Sud, et plus précisément sur l'axe formé par α Crucis et β de l'Hydre Mâle. Cette dernière étoile peut se repérer à proximité du Petit Nuage de Magellan, visible à l'œil nu mais qui ne doit pas être confondu avec le Grand Nuage de Magellan, beaucoup plus visible. On repère enfin le pôle Sud céleste en projetant Canopus perpendiculairement sur l'axe α Crucis - β Hydri.

### La Fausse croix
La Croix du Sud peut être confondue avec un groupe d'étoiles appelé la Fausse croix, appartenant en fait à deux constellations différentes, qui appartiennent elles-mêmes à un groupe de quatre constellations qui forment le Navire Argo (la Carène, la Poupe, les Voiles et la Boussole). Cette fausse croix est formée des étoiles κ et δ des Voiles, et les étoiles ε et ι de la Carène. Elle est légèrement plus grande que la Croix du Sud et peut se distinguer en repérant Canopus avec laquelle elle forme un angle de 90°, la Fausse croix se trouvant entre les deux, à 45° de l'un et de l'autre. On peut noter que κ Velorum et ι Carinae sont pratiquement alignés sur le pôle Sud céleste, en passant par β Carinae.

### Le Centaure
En prolongeant la traverse de la Croix du Sud (δ et β Crucis) à l'opposé de Canopus, on tombe sur deux étoiles presque alignées dans le même axe, β et α du Centaure, dont la constellation se trouve en fait sous la Croix du Sud par rapport au pôle Sud céleste. Ces deux étoiles sont parmi les plus proches du Soleil. En fait, α Centauri est un système composé de trois étoiles dont une naine rouge, invisible à l'œil nu, appelée Proxima Centauri, c'est elle qui est véritablement l'étoile la plus proche, à un peu plus de 4 années-lumière.
Par ailleurs, α Centauri est au sommet d'un losange dont la figure est complétée par le Triangle austral ; entre les deux se trouve la petite constellation du Compas. Le petit axe du losange (γ-β Trianguli Australis) pointent vers la queue du Scorpion, que nous avons déjà repéré depuis l'hémisphère nord et surtout reconnaissable à l'éclat rouge de son étoile Antarès.